# Villanueva del Pardillo
Villanueva del Pardillo è un comune spagnolo della Comunità di Madrid, situato a 26 chilometri dalla capitale della Spagna e immerso nell'ambiente naturale della Cuenca del Guadarrama. Confina con le località di Majadahonda, Las Rozas de Madrid, Villanueva de la Cañada, Galapagar, Colmenarejo e Valdemorillo.

## Geografia

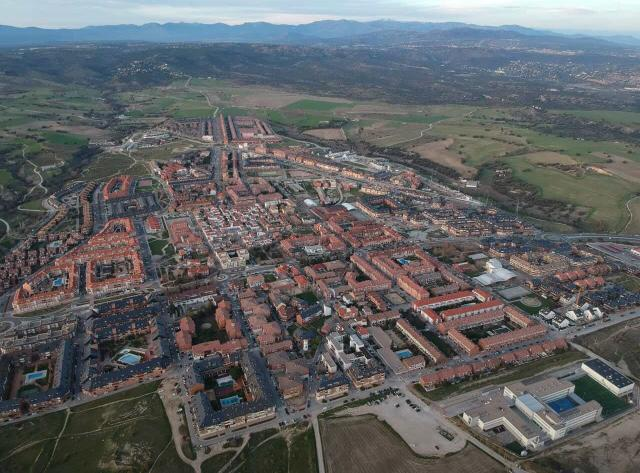
Veduta aerea di Villanueva del Pardillo

Il comune di Villanueva del Pardillo si trova nella parte centrale della comunità di Madrid, ad ovest della capitale della comunità e dello stato. Si trova anche nel bacino del corso medio del fiume Guadarrama,  ad un'altitudine di 650 metri sul livello del mare. Il comune di Villanueva del Pardillo, termina nel fiume Guadarrama ad est del comune.
| Nord-ovest: Colmenarejo            | Nord: Galapagar              | Nord-est: Las Rozas de Madrid    |
| Ovest: Colmenarejo y Valdemorillo  |                              | Est: Majadahonda                 |
| Sud-ovest: Villanueva de la Cañada | Sud: Villanueva de la Cañada | Sud-est: Villanueva de la Cañada |

### Nuclei di popolazione
- Area urbana: È la zona principale del comune, dove si trovano il municipio, le scuole, gli uffici di polizia locali, il centro culturale, un centro sportivo e la biblioteca pubblica. Si compone principalmente di appartamenti e alcune aree di ville.
- Urbanizzazione Santa María: Situato a un chilometro a est dell'area urbana e composto principalmente da ville unifamiliari. Oltre all'alloggio c'è un vivaio.
- Urbanizzazione Las Vegas: Situato a due chilometri a est dell'area urbana e composto principalmente da case unifamiliari e alcune abitazioni. Fino al 2006 era considerato terreno rustico e in questo stesso anno l'area era pavimentata, diventando considerata suolo urbano. Anche alla fine dell'urbanizzazione si può trovare una nave di riciclaggio di carta.
- Los Pinos: Situato in periferia, a meno di un chilometro, dove si possono trovare il Campo da Calcio Comunale Juan Manuel Angelina, la casa di cura Medinaceli, il liceo Sapere Aude e la piscina comunale di Los Pinos.

Altre aree
- Parco Aziendale Aulencia, sulla strada M-509 a Villanueva de la Cañada.[1]
- Priégola fattoria.[2]

## Natura
Parco Regionale del Corso Medio del fiume Guadarrama e del suo ambiente

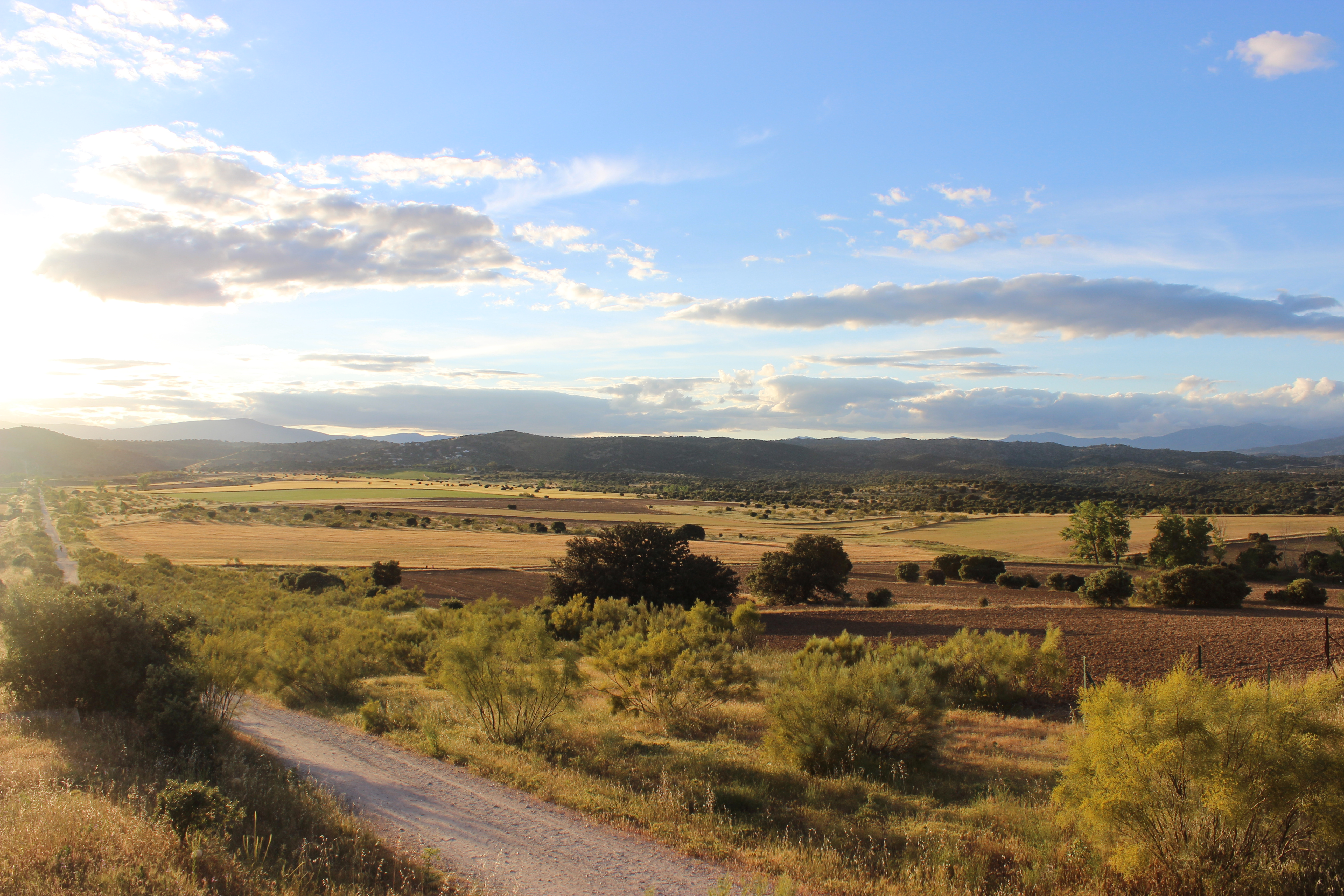
Dintorni di Villanueva de Pardillo

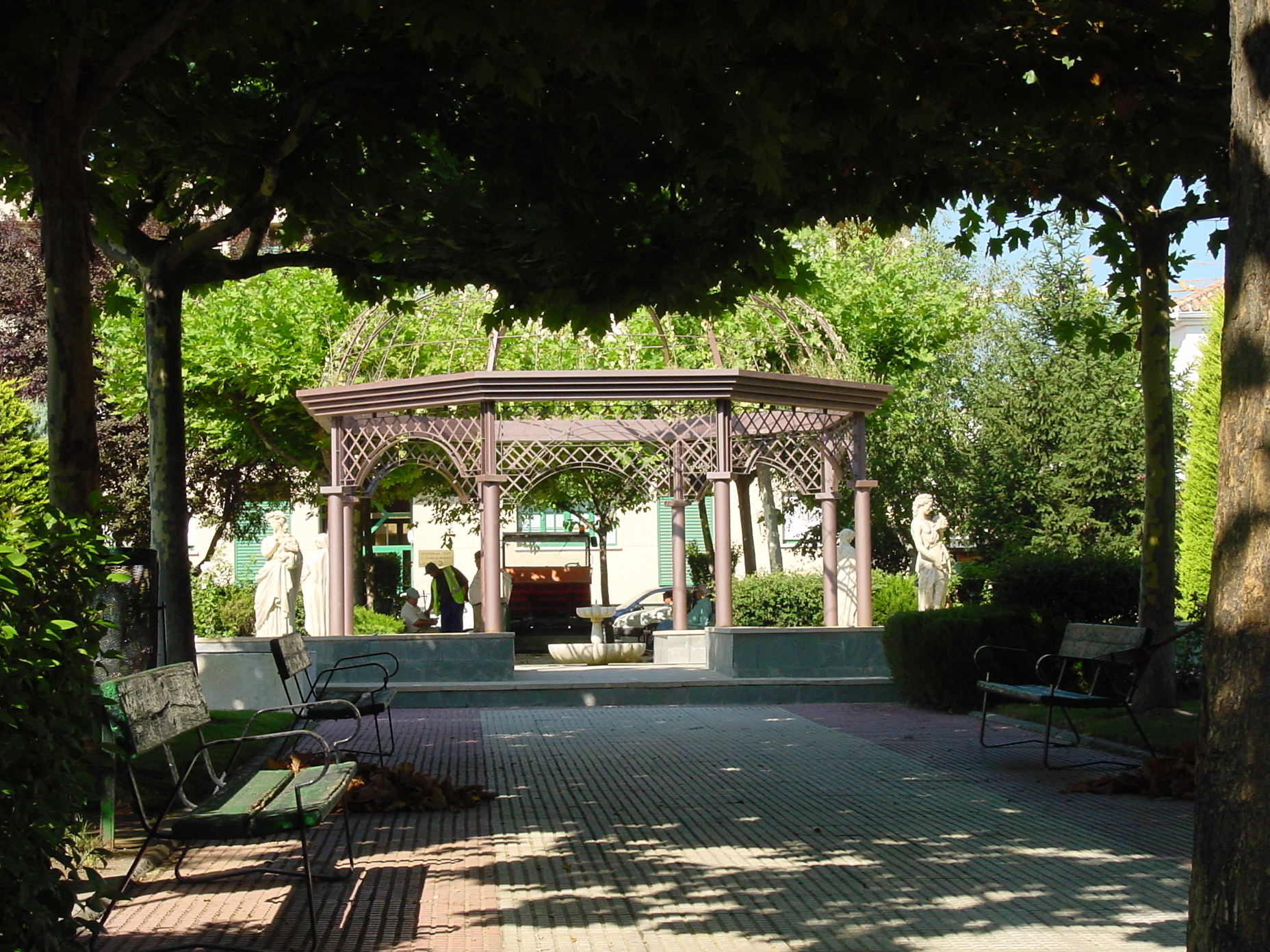
Rosalía de Castro Parco nel centro della città

Il Parco Regionale del Corso Medio del fiume Guadarrama e il suo ambiente è un'area naturale di grande diversità ambientale che si estende dalla base della Sierra de Guadarrama alla campagna della depressione del Tago, seguendo il corso dei fiumi Guadarrama e Aulencia.
L'uso pubblico degli spazi naturali è uno dei pilastri fondamentali nella sua gestione e comprende l'insieme delle attività legate alla ricreazione, alla cultura e all'istruzione che si sviluppano in esso. Da questa zona l'obiettivo fondamentale è far conoscere i valori naturali del Parco affinché i visitatori lo apprezzino e lo rispettino. A tal fine esistono diverse proposte e una vasta rete di sentieri e strade rurali, tradizionalmente utilizzati per uso agricolo e forestale, che facilita anche il collegamento tra i diversi centri urbani.
Ci sono anche aree ricreative, che hanno una segnaletica informativa e interpretativa, oltre a fornire parcheggio ai veicoli, per consentire ai visitatori di godere e conoscere questo spazio naturale unico. Inoltre, programmi di educazione ambientale sono sviluppati con l'obiettivo di coinvolgere attivamente i residenti del Parco nella sua conservazione attraverso il tempo libero e la ricreazione. Sempre da questa stessa area sono diretti studi sul patrimonio storico, che consistono principalmente nella realizzazione di inventari di elementi patrimoniali esistenti nel Parco.

### Flora e fauna selvatiche
Villaggio di vasta tradizione pastorale con un bestiame e gregge di pecore, la crescita urbana lo ha trasformato quasi esclusivamente in zona residenziale. La flora composta da lecci, frassini, salici, pioppi e olmi, boscaglia, arbusti, praterie e pini come: Pinus pinea, Pinus pinaster, cupressuss clabra e Cupressus sempervirens, ospita anche una fauna secondo queste specie arboree ed arbustive come cicogne, tette, carbonai, fringuelli, cardellini, passeri e rondini. Essendo situato nel Parco Regionale del Corso Medio del fiume Guadarrama con il suo affluente Aulencia e situato tra le montagne di Guadarrama e quella di Gredos, diventa un luogo privilegiato per osservare altri animali o fare passeggiate, escursioni o altre attività ricreative e ricreative.

## Simboli comunali

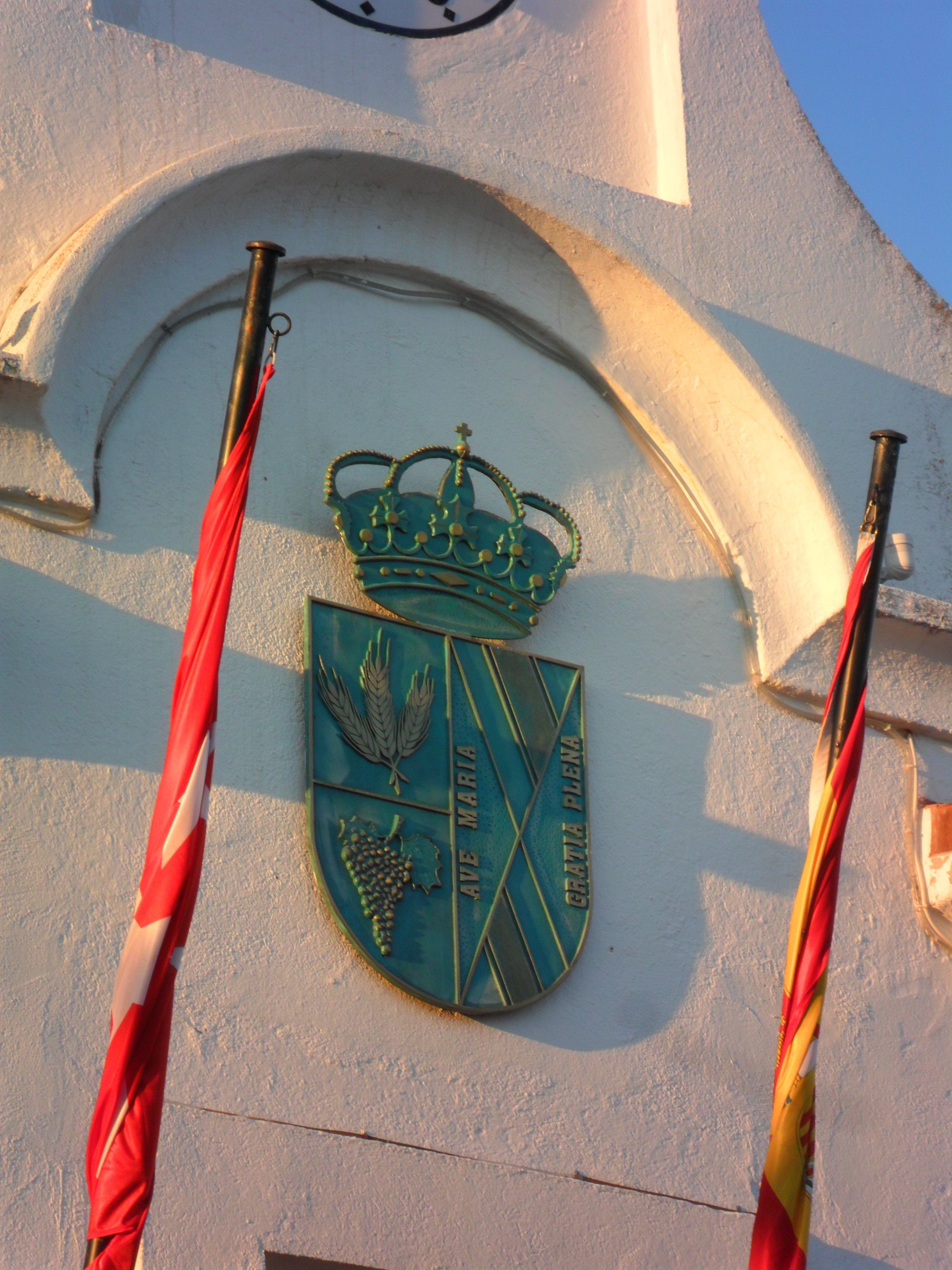
Particolare dello scudo del comune sulla facciata del Municipio

Il 7 novembre 1997, nel Boletín Oficial del Estado, è stato pubblicato l'accordo per apporre ufficialmente lo stemma e la bandiera del comune. Le descrizioni sono le seguenti:
Stemma comunale
«Dividere. 1 Taglio: Un azzurro, tre spighe di grano dorato a falce. B d'argento, grappolo d'uva al naturale; 2 in sotuer a e c di Sinople una fascia di gules filettati d'oro, b e d d'oro con la leggenda Ave María Gratia Plena. Francobollo della Corona Reale Spagnola.».
Bandiera
«Di proporzione 2:3. Panno giallo di uguale. Situato al centro il cappotto comunale.»

## Politica comunale

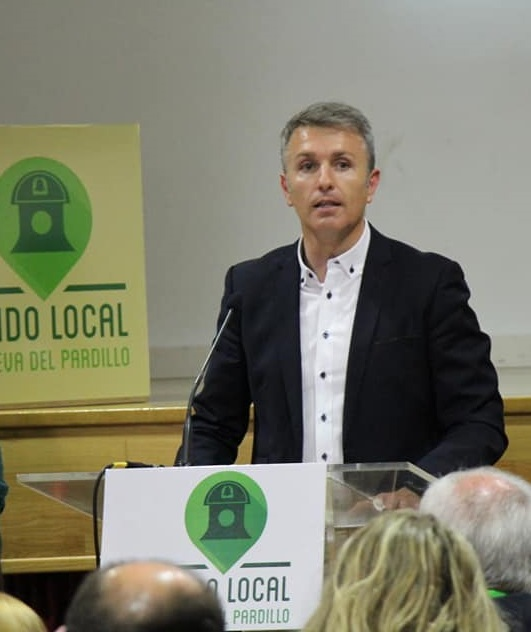
Eduardo Fernández, sindaco di Villanueva del Pardillo

Il Municipio di Villanueva del Pardillo è rappresentato da 17 consiglieri, eletti a suffragio universale ogni quattro anni. Il consiglio comunale è presieduto dal sindaco e opera in sessioni plenarie e attraverso commissioni.
L'attuale distribuzione dei consiglieri, dopo le elezioni comunali tenutesi nel maggio 2023, è la seguente:
| Municipio di Villanueva del Pardillo 2023-2027 |                      |             |
| Partiti politici                               | Partiti politici     | Consiglieri |
|                                                | Partido Local (PLVP) | 7           |
|                                                | PP                   | 6           |
|                                                | Vox                  | 2           |
|                                                | PSOE                 | 2           |

### Sindaci di Villanueva del Pardillo dalla transizione spagnola

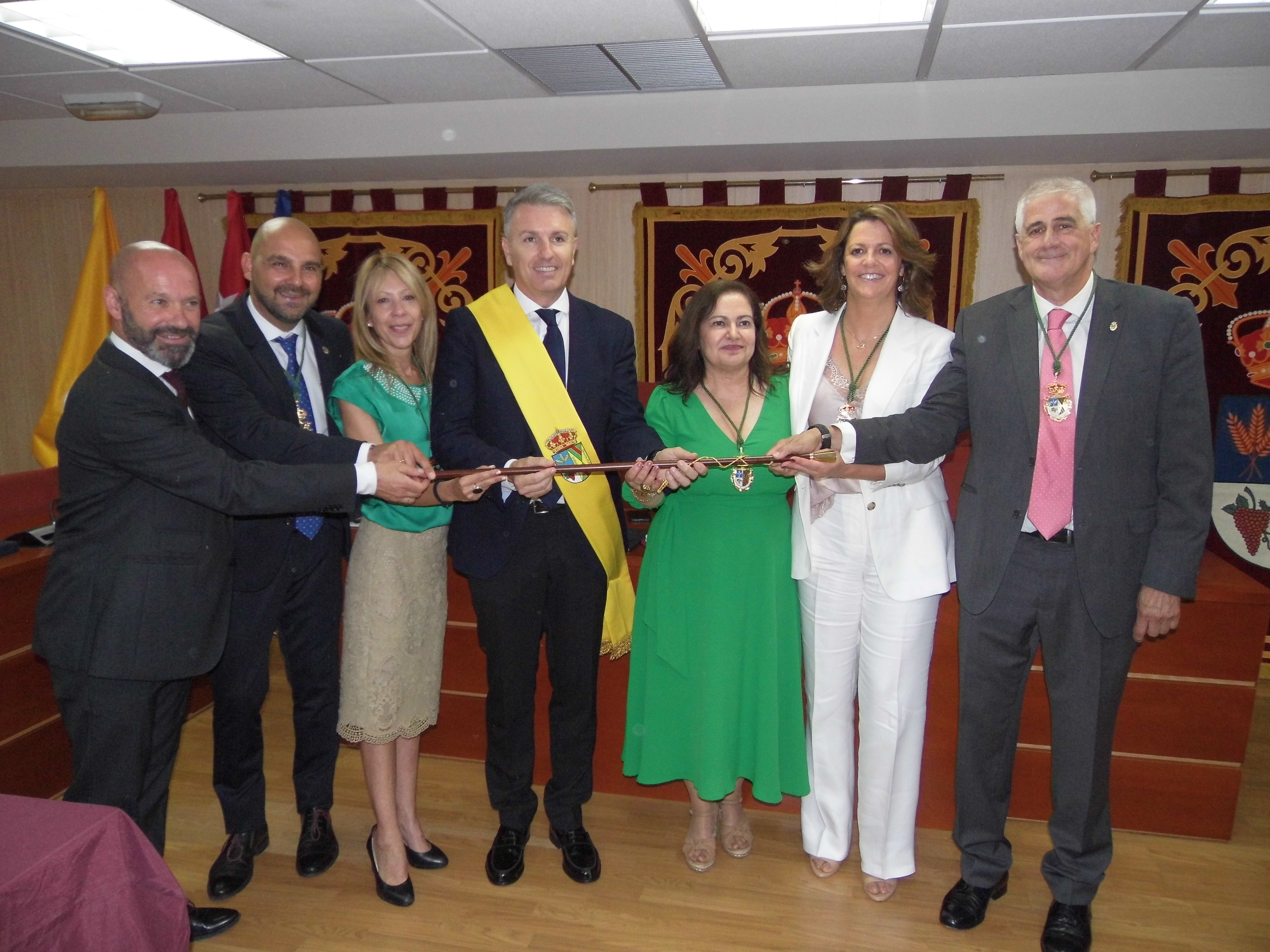
Governatore di Villanueva del Pardillo

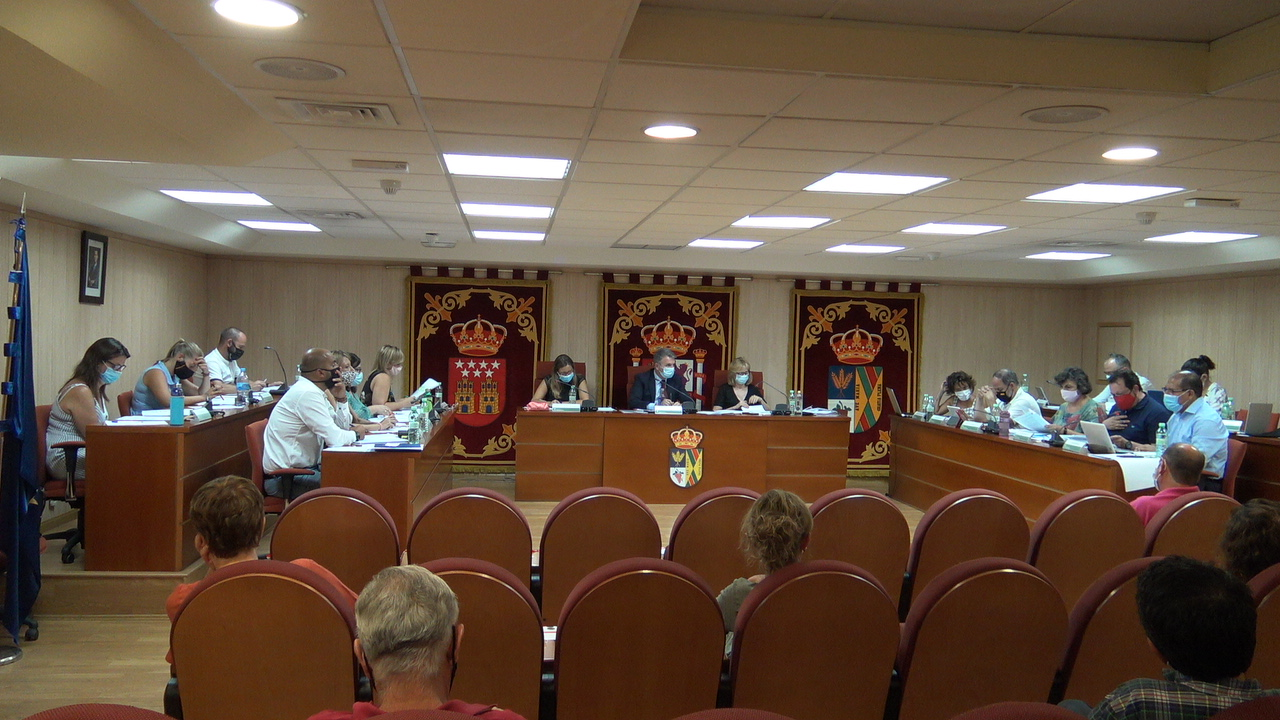
Sala delle sedute plenarie di Villanueva del Pardillo

Dal 2019 il sindaco di Villanueva del Pardillo è Eduardo Fernández Navarro de Partido Local.
Sindaci della democrazia a Villanueva del Pardillo:
|                           |                    |                  |         |                      |  |  |  |
| Sindaco                   | inizio del mandato | Fine del mandato | Partito | Partito              |  |  |  |
| Enrique González Palacios | 1979               | 1983             |         | Indipendente         |  |  |  |
| Enrique González Palacios | 1983               | 1987             |         | Indipendente         |  |  |  |
| Enrique González Palacios | 1987               | 1991             |         | PSOE                 |  |  |  |
| Juan González Miramón     | 1991               | 1995             |         | PP                   |  |  |  |
| Juan González Miramón     | 1995               | 1999             |         | PP                   |  |  |  |
| Juan González Miramón     | 1999               | 2003             |         | PP                   |  |  |  |
| Juan González Miramón     | 2003               | 2007             |         | PP                   |  |  |  |
| Juan González Miramón     | 2007               | 2011             |         | PP                   |  |  |  |
| Juan González Miramón     | 2011               | 2015             |         | PP                   |  |  |  |
| Luis Alberto Sosa Gayé    | 2015               | 2019             |         | Ciudadanos           |  |  |  |
| Eduardo Fernández Navarro | 2019               | 2023             |         | Partido Local (PLVP) |  |  |  |
| Eduardo Fernández Navarro | 2023               | -                |         | Partido Local (PLVP) |  |  |  |

## Patrimonio[7]

### Regioni Devastate Piano Abitativo

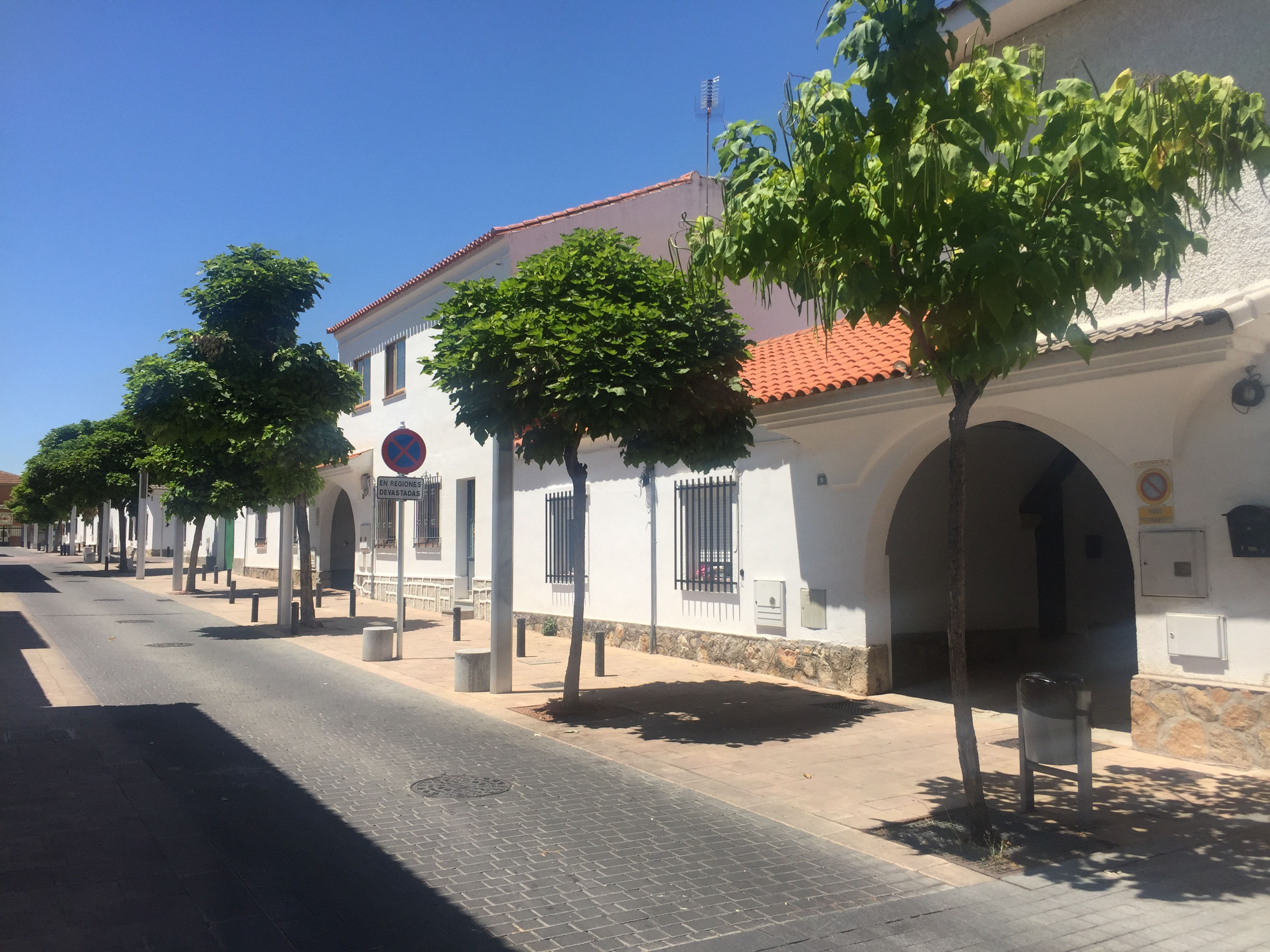
Via de Cervantes

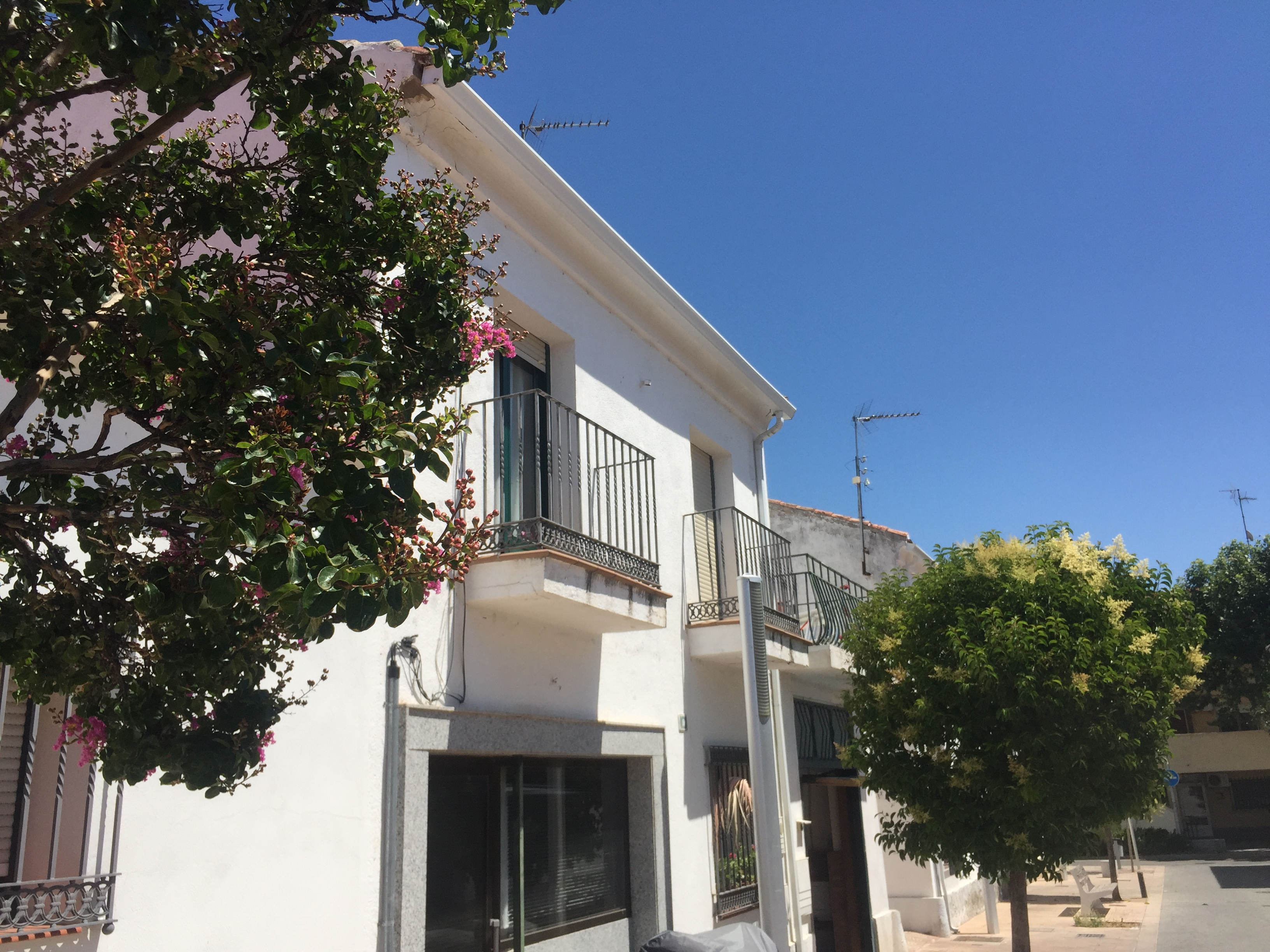
Via de San Luca

Serie di blocchi e case sviluppate dopo la guerra civile spagnola in progetti successivi che sostanzialmente hanno risposto a programmi molto austeri ispirati all'architettura popolare del carattere agricolo, con case di uno o due piani per la strada. Nel complesso presenta numerosi interventi, anche se la città delle Regioni Devastate di Villanueva del Pardillo è probabilmente la meglio conservata nella Comunità di Madrid.

### Casa-museo del Maestro
Al 2023 era in fase di creazione e mira a mostrare la realtà delle abitazioni rurali dal 1940 che sono stati costruiti con il piano delle regioni devastate dopo la guerra civile spagnola.

### La Casona

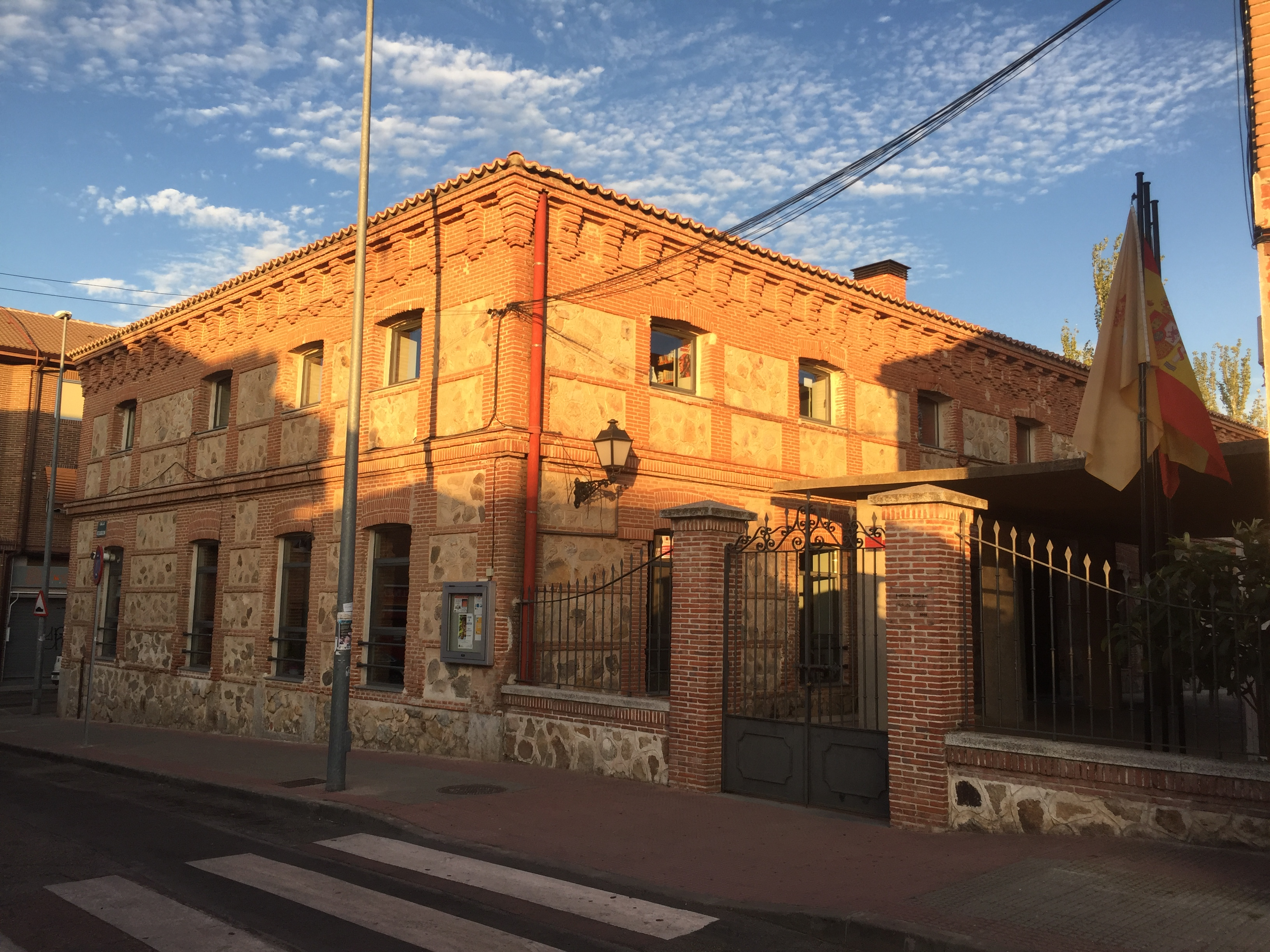
La Casona

Il progetto iniziale risale a circa il 1900, ma fu restaurata solo tra il 1986 e il 1989. Alla fine della guerra civile era usata come rifugio da tutti i cittadini che avevano perso la loro casa.
Il piano terra della Casona era adibito a cucina mentre le camere erano condivise tra diverse famiglie. Questo edificio risponde ad uno stile di sintesi di elementi storicisti. Le facciate sviluppano le loro pareti in tongada e verdugadas di ispirazione neo-mudéjar accanto ad aperture leggermente arcuate con stipiti e architravi in mattoni. L'insieme è un esempio paradigmatico di architettura finisecular.
Nel corso delle vicissitudini della sua storia bicentenaria, l'edificio ha subito importanti modifiche di uso, distribuzione interna e il suo tetto, essendo stato recentemente ristrutturato e in un eccellente stato di conservazione. La "Casona" si trova all'interno di elementi protetti stabiliti con un grado di protezione strutturale ed è anche dichiarata bene culturale.
Nel corso degli anni, questo edificio ha dato ai cittadini del comune di Villanueva del Pardillo un enorme servizio, dall'ufficio medico, attraverso il Centro di Educazione degli Adulti, al Centro Culturale e alla Biblioteca dal 1991. Attualmente è la Biblioteca Comunale del comune.

### Piazza Maggiore e Municipio

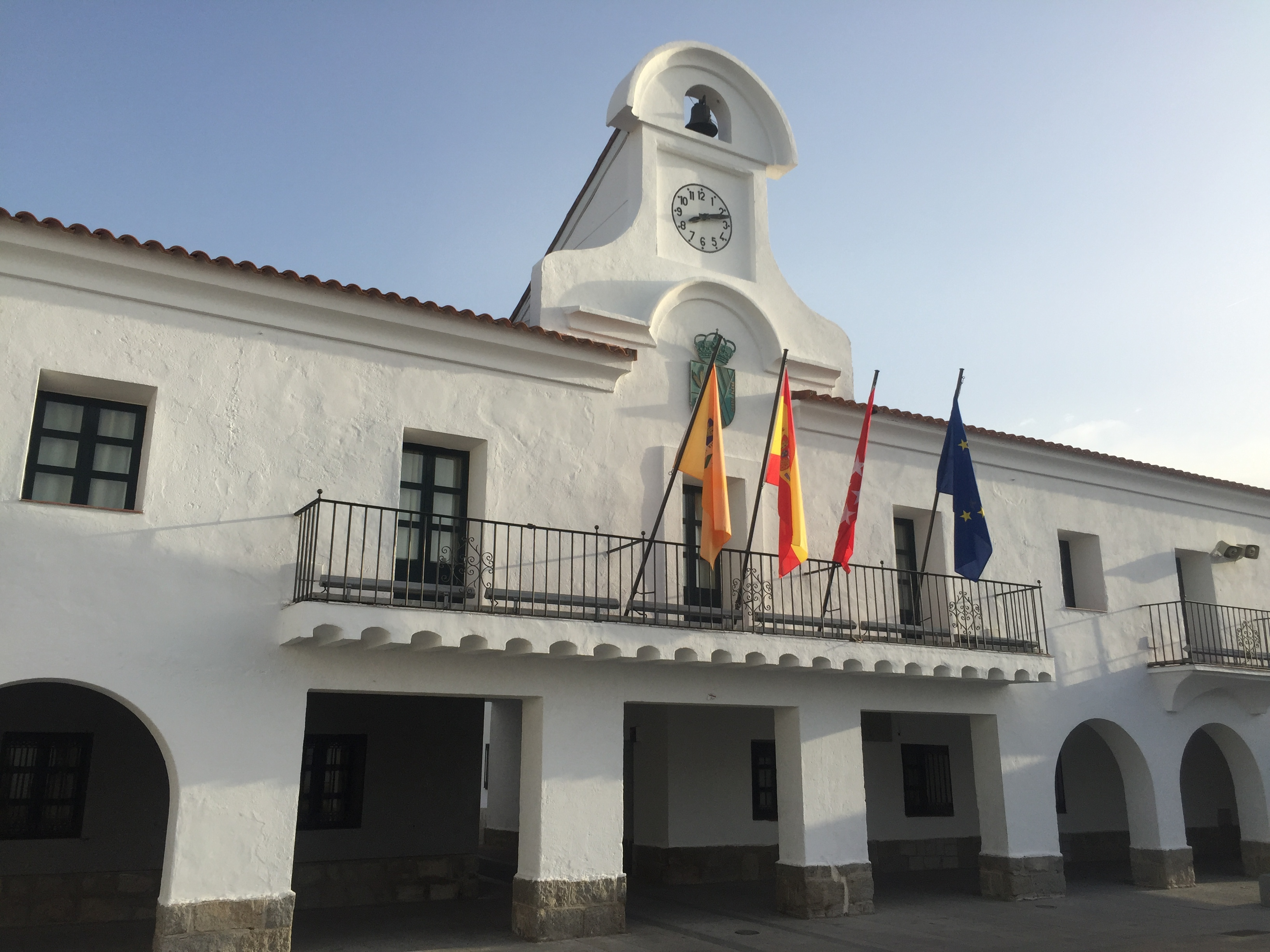
Municipio situato inthe Piazza Maggiore

Costituisce il nucleo principale degli edifici sviluppati dal piano delle Regioni Devastate e risponde alla tipologia tradizionale della piazza castigliana con arcate, fonte centrale e orientamento sud. Sensibilmente la piazza ha il suo accesso principale a mezzogiorno e due ingressi laterali sotto l'arco. È presieduta dal Municipio, recentemente ampliato sul retro. Il progetto iniziale risale al 1944 e quello finale al 1952. L'insieme è un campione attraente caratteristico delle Regioni Devastate e di importante importanza cittadina, costituendo anche lo spazio pubblico urbano di più alta qualità di Villanueva del Pardillo.

### Chiese di San Luca

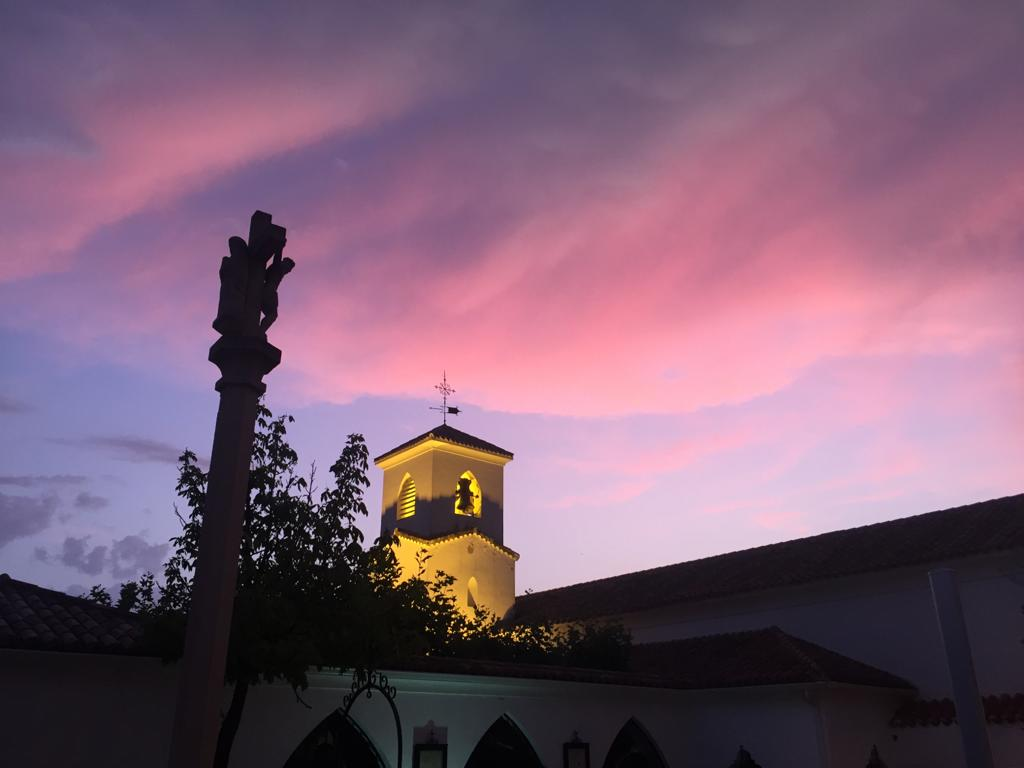
Vecchia chiesa di San Luca

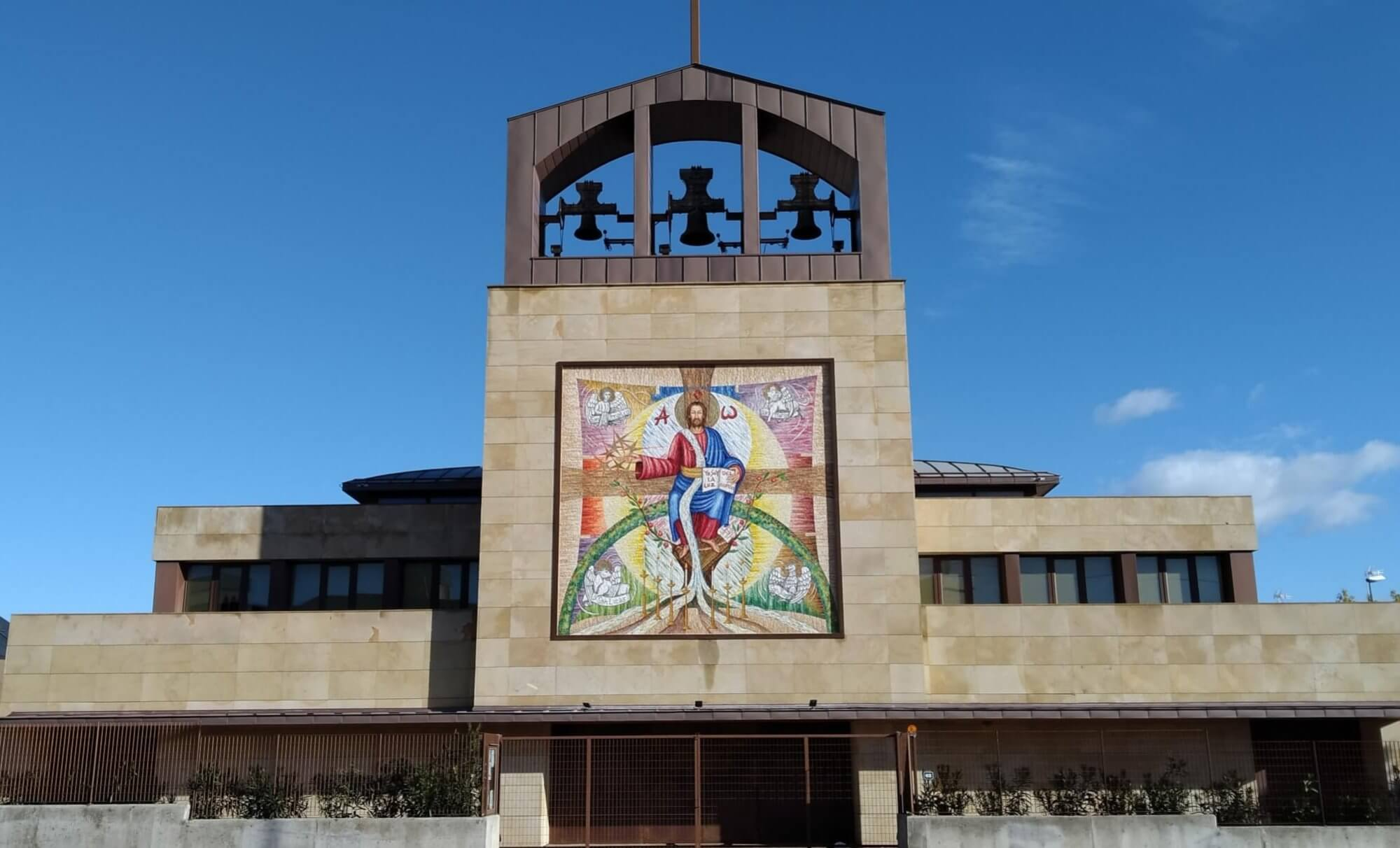
Nuova chiesa San Luca

È in perfette condizioni in quanto è stato recentemente riabilitato a causa della sua importanza come punto di riferimento della città e come bene culturale. Inclusa nell'ambito della ricostruzione delle Regioni Devastate, questa chiesa (1943) sviluppa un programma di costruzione con argento in forma di "U", tra cui il centro parrocchiale, il centro canonico e la catechesi intorno a un chiostro di archi ogive semi-aperta su una piazza pubblica generata secondo un asse perpendicolare al Municipio. Questa piazza comprende un pozzo originale.
La chiesa è di una navata con tetto a capanna di piastrelle arabe su muri di mattoni con contrafforti e basamento in muratura, completato con un campanile quadrato nell'ala del Vangelo. Il set rappresenta un ottimo esempio di architettura religiosa delle Regioni Devastate ed è in buone condizioni.

### Torre dell'acqua

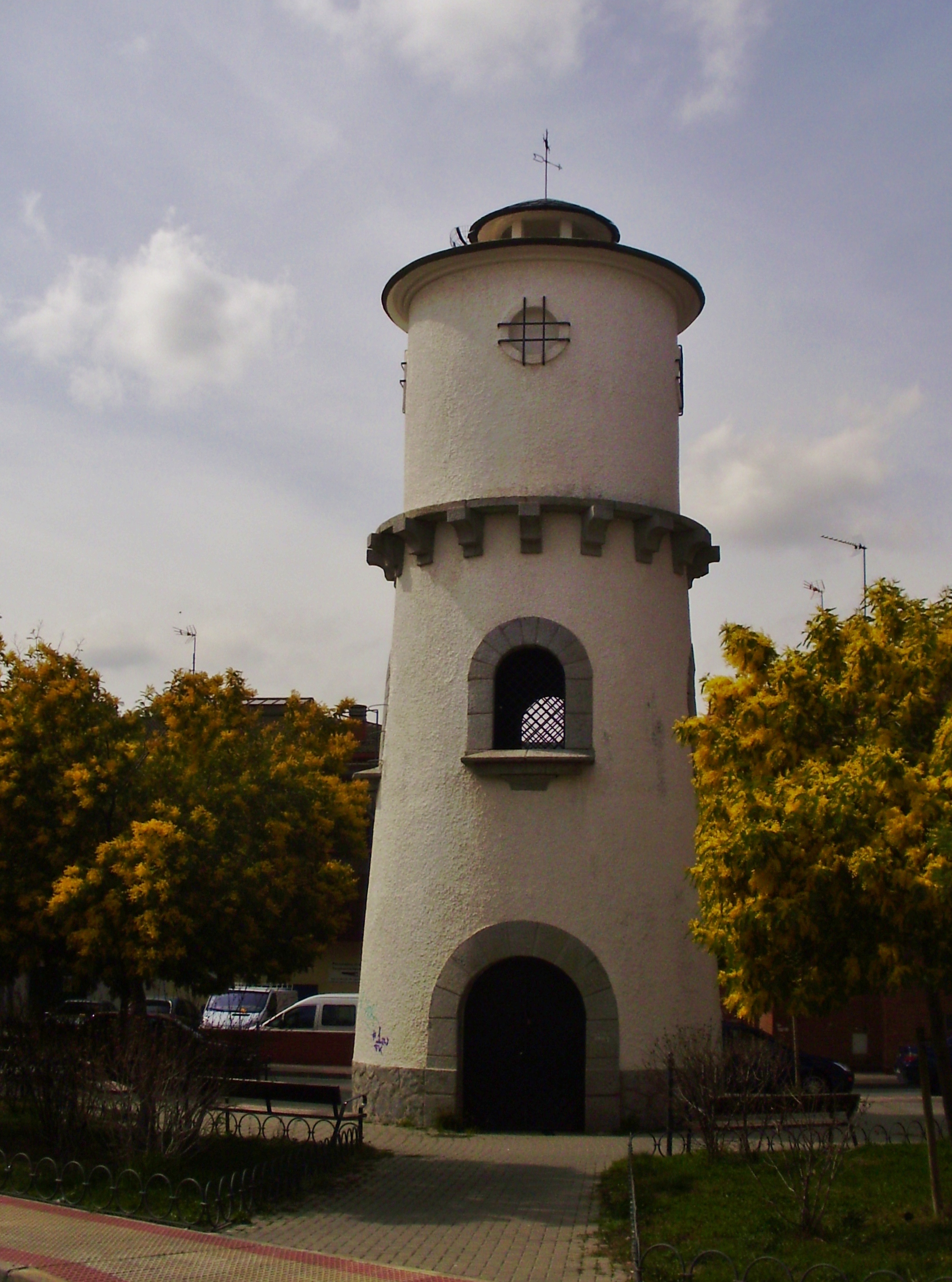
Vecchia torre dell'acqua

Si tratta di un serbatoio d'acqua perfettamente conservato che corrisponde agli ultimi progetti sviluppati dalle Regioni Devastate per completare il sistema di approvvigionamento idrico che è stato chiamato "Fiume Aulencia Waters" e costituisce un buon esempio dell'architettura delle Opere Pubbliche di quel periodo.

### Sito archeologico romano Los Palacios
Il sito archeologico del periodo romano "Los Palacios" è stato identificato nella Carta Archeologica della Regione di Madrid, elaborata negli anni successivi alla pubblicazione della legge sul patrimonio storico 16/1985. Recenti progetti infrastrutturali (Canal de Isabel II Gestión) hanno reso possibile lo scavo parziale del sito nel 2013. Con questa presentazione mostriamo il valore e l'importanza di questi resti archeologici scavati.
Alla fine del secolo i d. C. nell'ambiente del torrente del Palazzo fu costruita una villa romana che durò fino alla fine del secolo iv d. C. La villa romana è un progetto costruttivo sviluppato in ambiente rurale come modello di sfruttamento agricolo, in cui oltre ad essere la residenza del suo proprietario aveva una serie di edifici destinati alla trasformazione dei diversi prodotti raccolti nell'ambiente.
Questa parte produttiva del paese si chiama parsfructuaria e ad essa appartengono gli edifici documentati durante gli scavi archeologici. Al suo interno, è stato possibile individuare un edificio che ospitava l'installazione completa di una pressa (torcularium) con tutti i suoi spazi definiti: un vigneto e la conservazione delle uve (calcatorium), una camera di pressatura, una piscina di mosto (lacus) e il contrappeso che faceva funzionare questo congegno.
Il torcularium di Villanueva del Pardillo è, finora, il primo e unico edificio documentato completo di queste caratteristiche nella Regione di Madrid.
L'archeologia oltre a recuperare resti antichi deve interpretare i rapporti esistenti tra loro e l'ambiente in cui sono stati prodotti. I resti mobili ci indicano le abitudini alimentari, igiene o livello tecnico di produzione, tra gli altri. Mentre i resti indicano altri aspetti come la trasformazione del paesaggio, della politica, dell'economia, dell'urbanistica o dell'arte. In breve, attraverso l'archeologia cerchiamo di identificare e riconoscere ciascuna delle culture che si sono sviluppate nel nostro territorio attuale.

## Feste locali

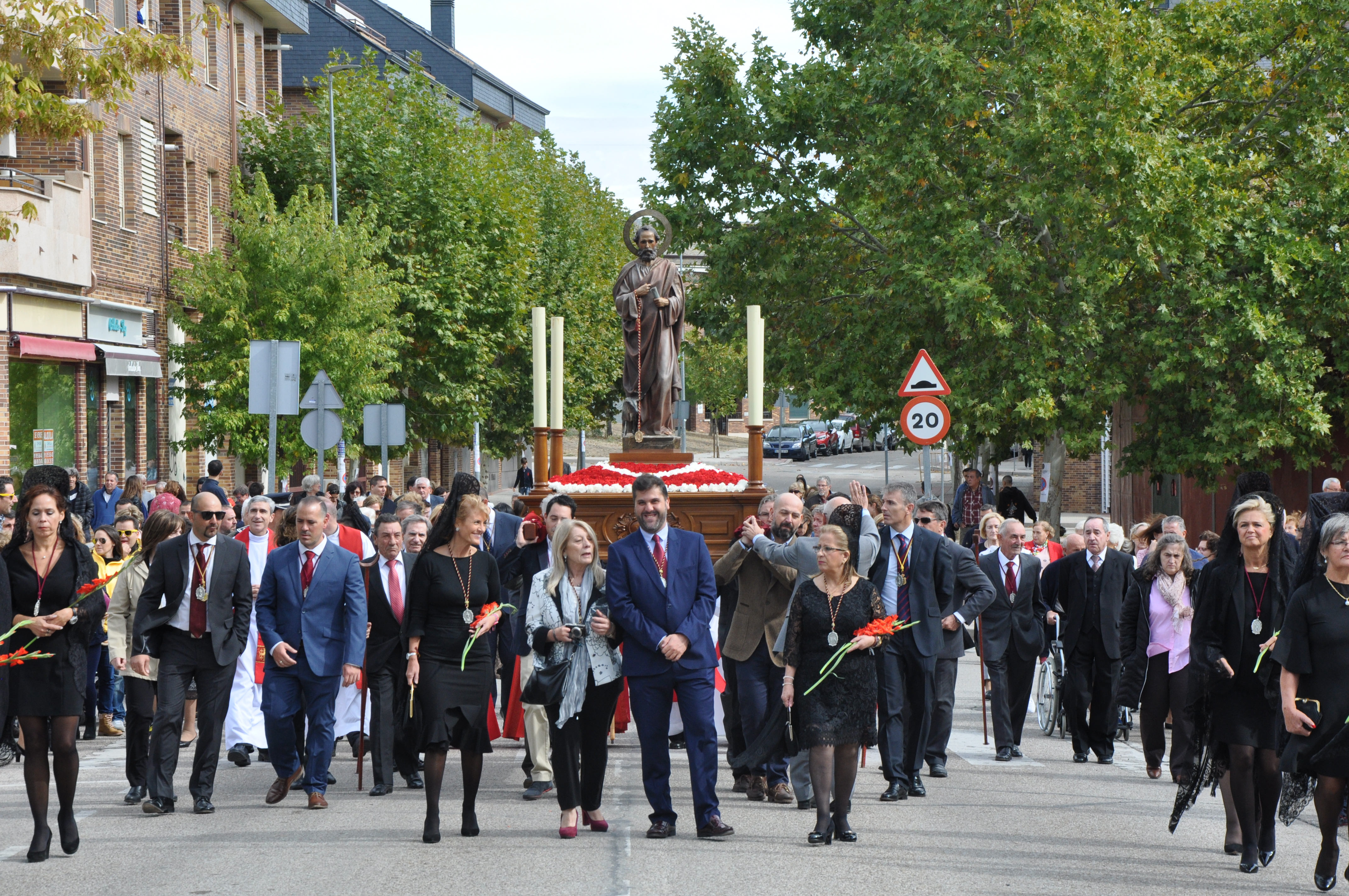
Processione in onore di San Luca

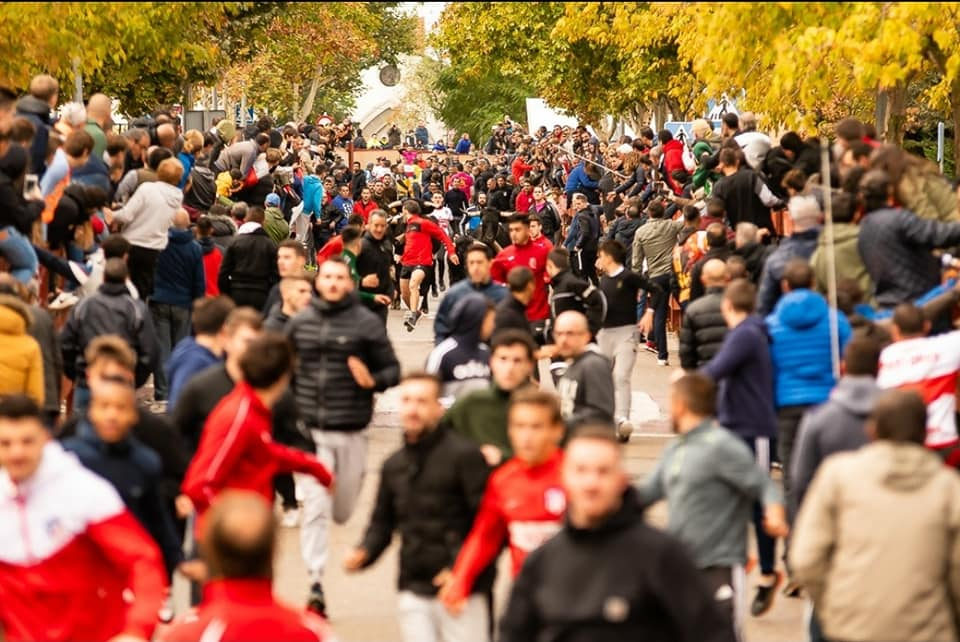
Corsa tradizionale dei tori in Villanueva del Pardillo

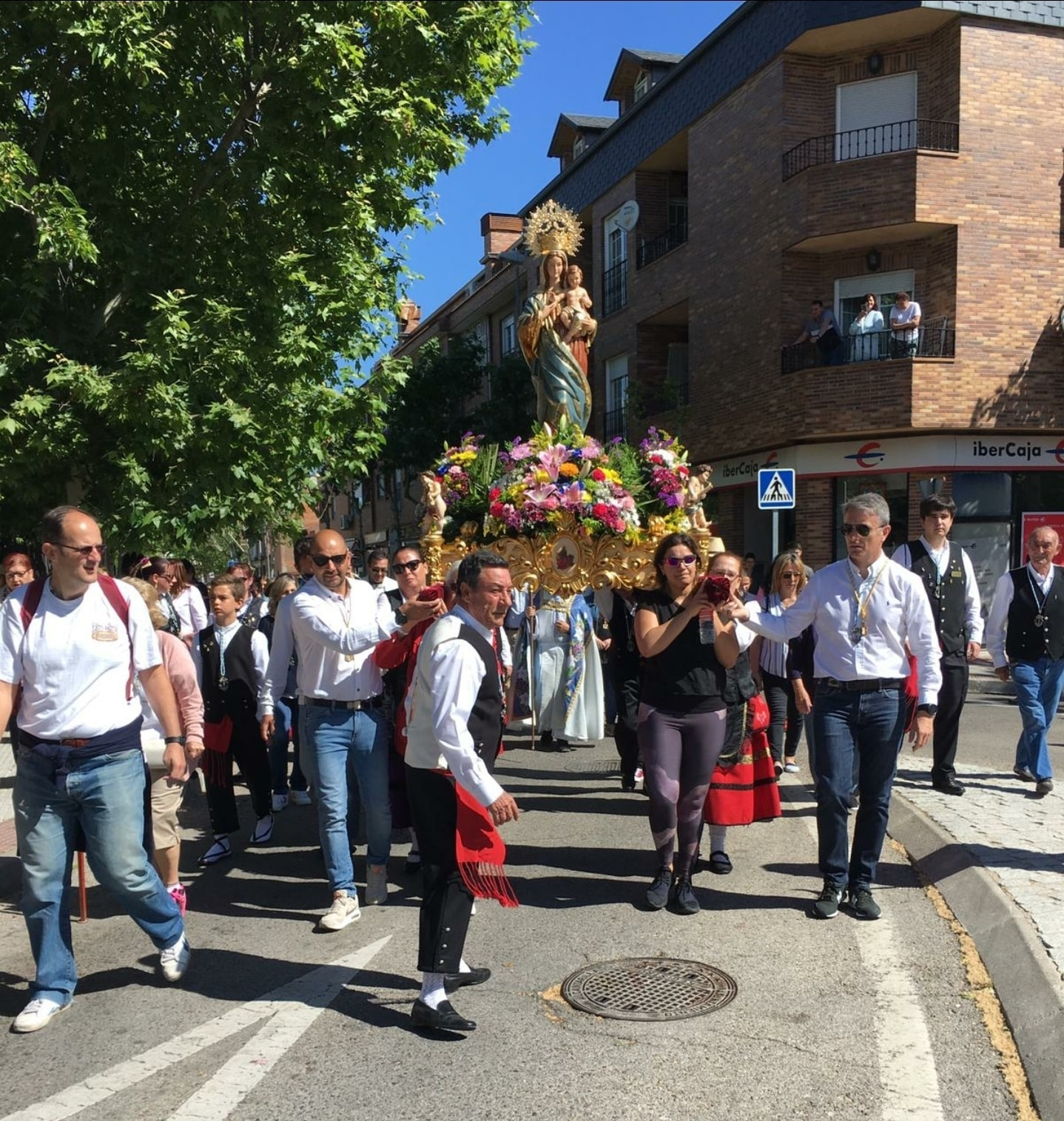
Processione in onore di Madonna Virgen del Soto

### Feste di San Luca
Le celebrazioni in onore del santo patrono del comune che si svolgono a metà ottobre (San Luca, 18 ottobre) iniziano con la tradizionale proclamazione e degustazione dello stufato popolare per lasciare il posto a fuochi d'artificio, spettacoli musicali, bambini e attività giovanili, balli popolari, feste di corrida...

### Pellegrinaggio della Madonna Virgen del Soto
La terza domenica di maggio si celebra il giorno della Madonna Virgen del Soto, patrono di Villanueva del Pardillo. La tradizione impone la processione con la Virgen al luogo noto come Fuente del Manchego, dove si trova l'eremo del comune. Gli eventi religiosi sono accompagnati da danze popolari, spettacoli musicali, giochi tradizionali...
Nel 1995 gli abitanti di Villanueva del Pardillo scelsero la futura patrona della città. E lo hanno fatto nel modo più democratico possibile: inserendo in un'urna un coupon con il nome della vergine scelta.
È così che è nata l'iniziativa della Virgen del Soto da parte di un gruppo di donne locali che hanno proposto al sindaco l'idea di costruire un nuovo eremo per istituzionalizzare un partito diverso dal santo patrono, San Lucas, che si celebra il 18 ottobre.

### Altre feste
- San Antón (17 gennaio), benedizione tradizionale degli animali.
- San Sebastian (20 gennaio), un festival dedicato alle tradizioni popolari dove vengono organizzate attività come la lettura di detti popolari, danze o l'originale concorso "Danza del Bottone".
- Carnevale (febbraio), sfilata, spettacoli per bambini, concorso di costumi. e la tradizionale sepoltura della sardina.
- Giorno delle lettere (aprile), In cui si celebra il giudizio del Premio di Short Novel di Villanueva del Pardillo.
- Mercato medievale (aprile), ricrea il periodo medievale con musicisti, acrobati, artigiani, comici, nei dintorni di Plaza Mayor.
- San Isidro (15 maggio) , evidenzia una tradizionale mostra di attrezzi agricoli in Plaza Mayor, balli e spuntini, oltre ai soliti atti religiosi con cui condividono prominenza.
- Notti d'estate (luglio e agosto), ci sono diverse attività all'aperto come danza, teatro, burattini, magia e film in anteprima.
- Feste (quattro giorni di fila sempre compreso 18 ottobre), si svolgono in onore del santo patrono della città, "San Lucas". Ci sono fuochi d'artificio (tranne quelli del 2009) e una fiera con attrazioni. Il 18, giorno di San Luca, si celebra una messa e una processione in onore del santo.
- Tradizionale macellazione del maiale (novembre), questa tradizione ancestrale è stata recuperata, trasmessa dai genitori ai bambini, in modo che i giovani conoscano il modo artigianale di fare diversi prodotti di maiale.
- Natale (dicembre-gennaio), con un concerto di Natale, sfilata dei Re, feste della vigilia di Natale e Capodanno.

### Gastronomia
A Villanueva del Pardillo, come i comuni vicini, offrono una cucina tipica e varia, l'influenza della Sierra de Guadarrama, si basa su tutti i tipi di carni e dolci tipici.
Il comune ospita ogni anno la Ruta del Tapeo organizzata dal Comune per promuovere le strutture ricettive e le loro creazioni. Inoltre, le Giornate Gastronomiche sono state organizzate in cinque occasioni, dove vengono promossi e promossi i piatti tipici della zona.

### Tradizioni

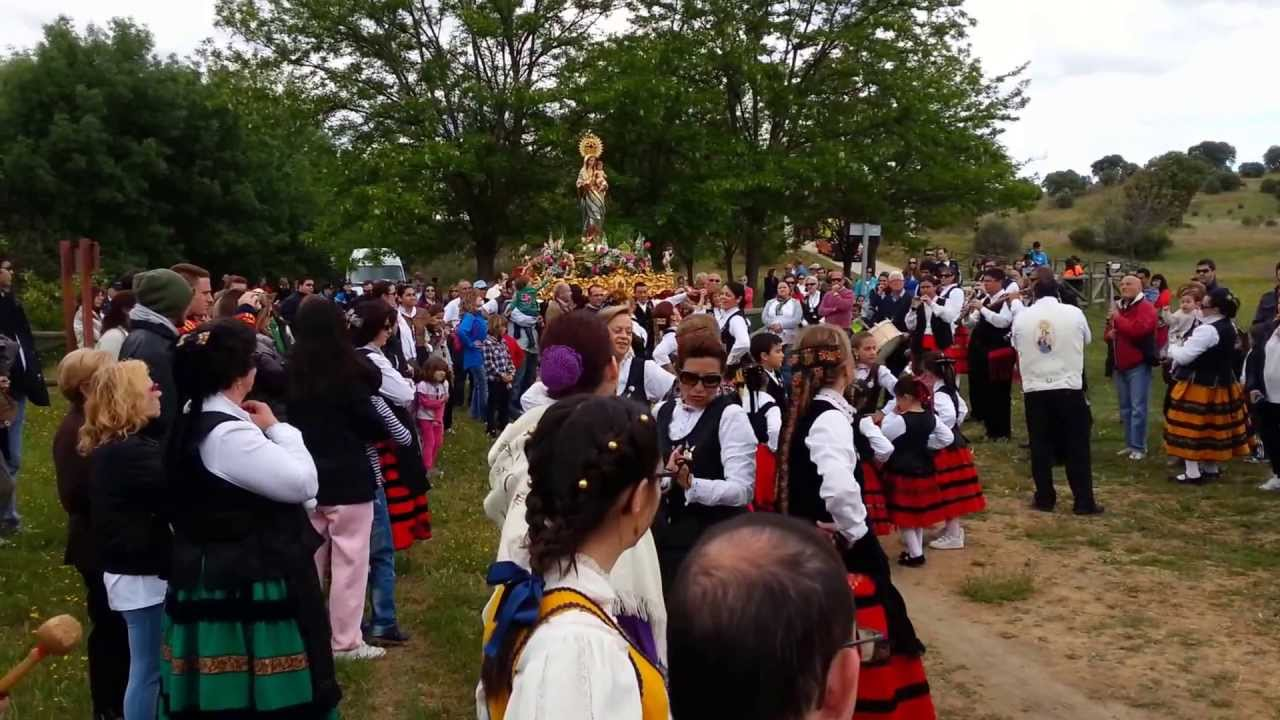
Pellegrinaggio della Madonna Virgen del Soto

Villanueva del Pardillo è anche conosciuta per le danze castigliane ereditate dalle danze segoviane, principalmente "Jotas" e "rondones", che nel tempo hanno ricevuto altre influenze, incorporando anche le "seguidillas". La terza domenica di maggio si celebra il pellegrinaggio tradizionale della Virgen del Soto, in cui i tour sono fatti per le strade, con danze di tamburi e dulzainas.

## Servizi

### Direzione della corte
Villanueva del Pardillo appartiene al distretto giudiziario numero 7 di Madrid, con sede in San Lorenzo de El Escorial, dove ci sono diversi tribunali di primo grado e di indagine. Nella città c'è un tribunale del magistrato situato in via Rio Manzanares, 2, dove un magistrato sviluppa le competenze di questa entità giuridica.

### Strade
Il comune di Villanueva del Pardillo è attraversato dalle seguenti strade:
- La strada regionale M-509 attraversa il comune attraversando il centro della città. In direzione est si collega con la tangenziale e comuni di Majadahonda e Las Rozas de Madrid, facilita anche l'accesso alle urbanizzazioni lontano dalla zona urbana. In direzione ovest si collega con la strada M-503 e dà accesso a Los Pinos e Parco aziendale Aulencia.[13]
- La strada regionale M-503 corre per 3 chilometri all'interno del comune della città. In direzione ovest collega con la strada M-600 e comuni di Villanueva de la Cañada e Valdemorillo. In direzione sud-est si collega con la zona meridionale di Majadahonda.[14]
- M-851: La strada regionale M-851 attraversa il comune di Majadahonda, collega Las Rozas con Villanueva del Pardillo. Inizia nel chilometro 3 della strada M-505 e termina nella strada M-509.

### Sicurezza

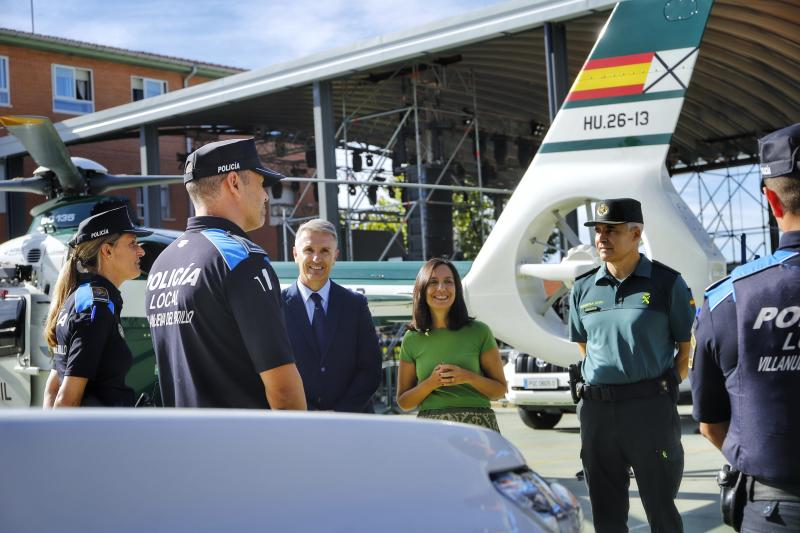
Il delegato del governo di Madrid insieme al sindaco di Villanueva del Pardillo

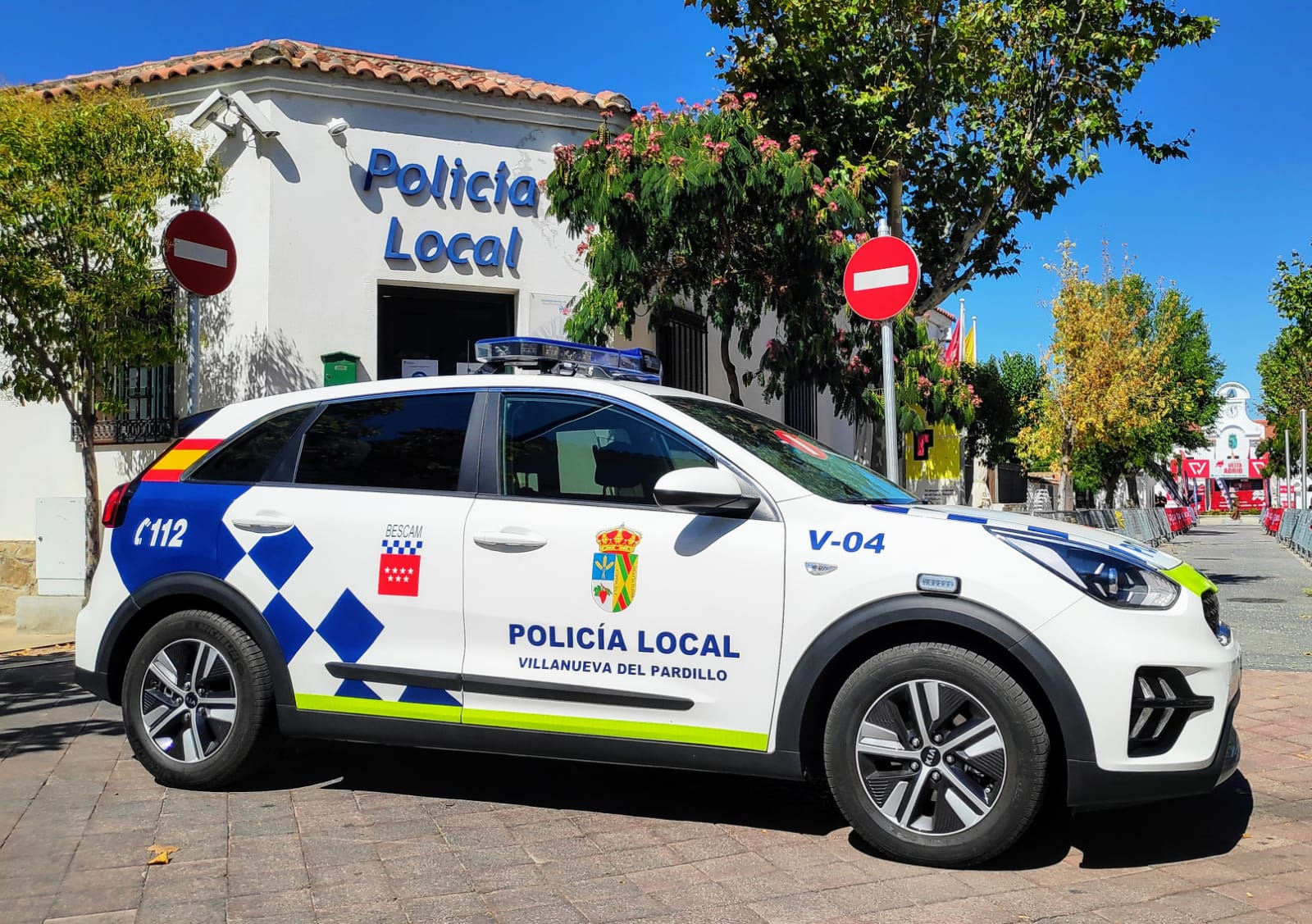
Polizia Locale di Villanueva del Pardillo

Il Dipartimento di Sicurezza dei Cittadini è un'area vicina al cittadino, assistenza, prevenzione e reattività, responsabile della sicurezza, sorveglianza, traffico, assistenza in caso di incidenti e mediazione dei conflitti, tra gli altri compiti.
Questo Dipartimento è composto da Polizia Locale e Protezione Civile, all'interno dei quali si trovano unità quali Violenza di Genere, Tutor, Polizia Amministrativa, Educazione Stradale e Stradale, Ambiente, Guide Cinofile e Comunicazione.
Dall'aprile 2022, la Guardia Civil è operativa nelle unità di polizia locali per reclami o altre procedure. Dalle 8:00 alle 14:00 dal lunedì al venerdì, entrambi inclusi.

### Autobus interurbani
Villanueva del Pardillo ha un servizio di autobus con otto linee interurbane, che collega con Majadahonda, Las Rozas de Madrid, Villanueva de la Cañada, Valdemorillo, Brunete e Colmenar del Arroyo. Delle linee interurbane, cinque si collegano con Madrid, che stabilisce la sua testa nell'interscambio di Moncloa.
| Modalità di trasporto | Linea                                                        | Percorso               | Operatore |
| --------------------- | ------------------------------------------------------------ | ---------------------- | --------- |
| Autobus interurbani   |                                                              |                        |           |
| 626                   | Las Rozas - Majadahonda - Villanueva de la Cañada            | Auto Periferia S.A.    |           |
| 626A                  | Majadahonda (Stazione Ferroviaria) - Villanueva del Pardillo | Auto Periferia S.A.    |           |
| 627                   | Madrid (Moncloa) - Villanueva de la Cañada - Brunete         | Auto Periferia S.A.    |           |
| 641                   | Madrid (Moncloa) - Valdemorillo                              | Julián de Castro, S.A. |           |
| 642                   | Madrid (Moncloa) - Colmenar del Arroyo                       | Julián de Castro, S.A. |           |
| 643                   | Madrid (Moncloa) - Villanueva del Pardillo                   | Julián de Castro, S.A. |           |
| FS1                   | Las Rozas (CC Herón City/Las Rozas Village) - Valdemorillo   | Julián de Castro, S.A. |           |
| N908                  | Madrid (Moncloa) - Villanueva del Pardillo - Valdemorillo    | Julián de Castro, S.A. |           |

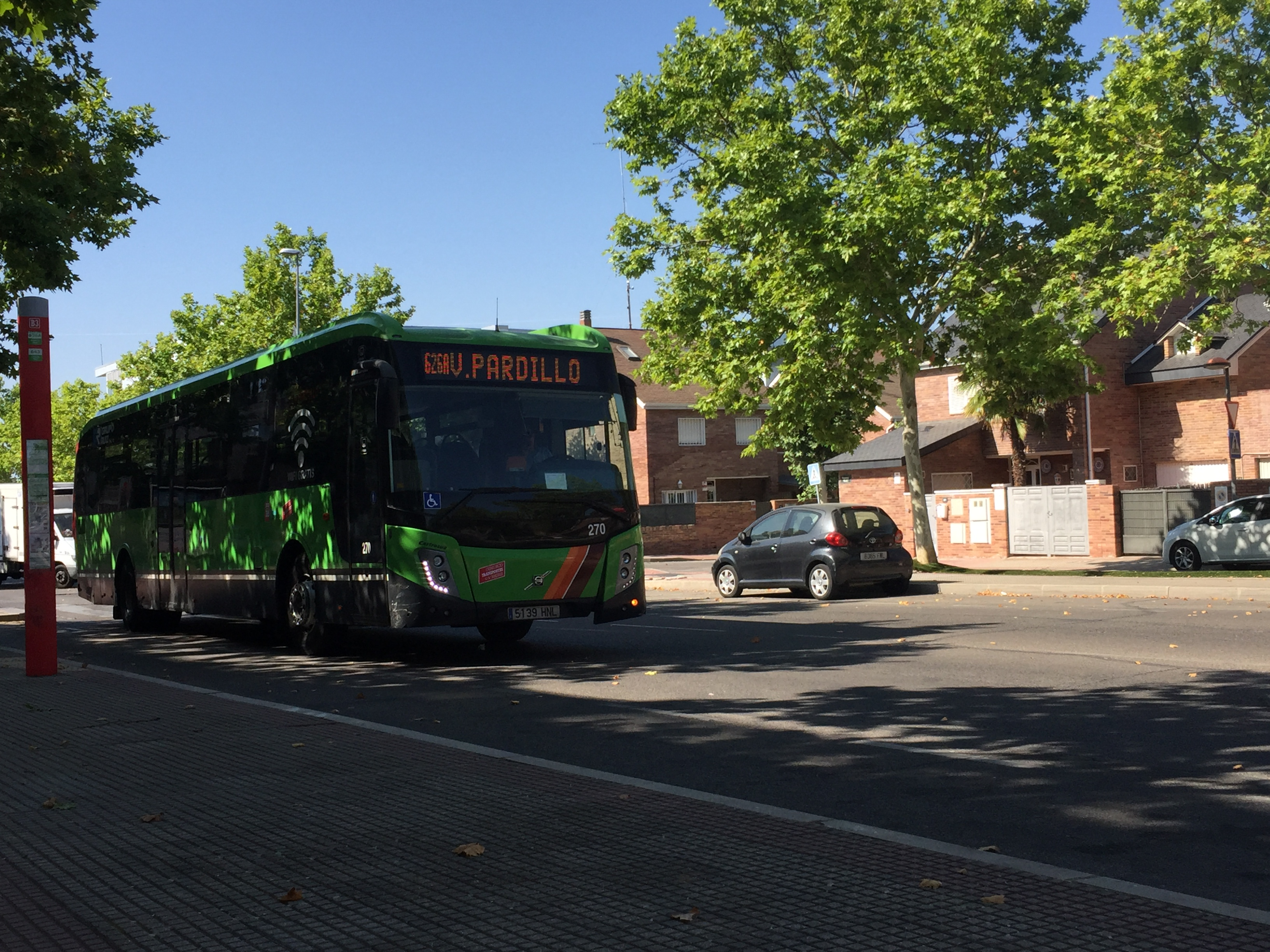
Linea 626A attraverso Camino Real

Sulla linea 627 non si può fare il percorso Madrid-Villanueva del Pardillo e viceversa.

### Servizi sociali
La prestazione di servizi sociali a Villanueva del Pardillo è effettuata dal 1991 dal Confederazione dei Servizi Sociali La Encina, che fornisce servizi congiunti a Villanueva de la Cañada, Villanueva del Pardillo, Brunete e Quijorna. A tal fine, il Confederazione fornisce un servizio pubblico per la cura dei cittadini attraverso un team di professionisti, esperti in intervento sociale, volto a contribuire al benessere sociale attraverso la prevenzione, eliminazione o trattamento di cause che impediscono o ostacolano il pieno sviluppo di individui o gruppi in cui sono integrati.
La sede si trova a Villanueva de la Cañada, nel Centro Civico El Molino, fornendo assistenza sociale in questa sede per quelli registrati a Villanueva de la Cañada, e nelle diverse unità abilitate a questo scopo nel resto dei comuni. A Villanueva del Pardillo la sede si trova nel centro senior del comune.
Dal 2019, il Consigliere delegato dei servizi sociali di Villanueva del Pardillo detiene la vicepresidenza del Confederazione e Villanueva de la Cañada detiene la presidenza del Confederazione.

### Educazione
A Villanueva del Pardillo ci sono 1 scuola materna pubblica (E.I. Virgen del Soto) e un totale di 7 scuole materne private; tre scuole materne e primarie pubbliche (San Lucas, Rayuela e Carpe Diem) e due scuole private (Vallmont College e Antavilla School); c'è anche una scuola pubblica bilingue (Sapere Aude).
C'è un'associazione, il Pardillo Verde, il cui obiettivo principale è l'educazione ambientale, le sue risorse possono essere utilizzate da tutti i centri di Villanueva del Pardillo e il suo ambiente.

### Culture
Villanueva del Pardillo offre una vasta gamma di attività attraverso le scuole comunali di musica, danza, artigianato e teatro, nonché laboratori, conferenze, mostre, concerti e spettacoli per tutte le età, che si tengono tutto l'anno.

### Aeroporto

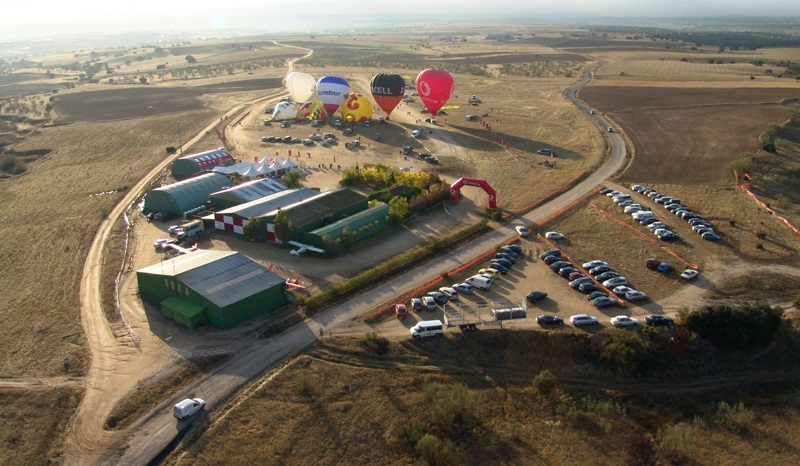
Aeroporto di Villanueva del Pardillo

Due fratelli fondarono il primo Aeroclub in Spagna, nel 1978, presso l'aerodromo di Villanueva del Pardillo. Oggi è una scuola pilota che offre corsi e voli in mongolfiera, ultraleggero, vendite di aeromobili e serve anche come officina di manutenzione e riparazione.
Campo d'aviazione Villanueva del Pardillo, con una pista: RWY: 14 / 32 ghiaia compattato. 400 25m
U.L.M. Villanueva del Pardillo Scuola
Coordinate: 40°30 10 N 3°59 58 O
Elevazione: 678 m / 2237 ft
Frequenza: 130,125 Hz